# Érondelle
Érondelle (picardisch: Érondé) ist eine nordfranzösische Gemeinde mit 507 Einwohnern (Stand 1. Januar 2022) im Département Somme in der Region Hauts-de-France. Die Gemeinde liegt im Arrondissement Abbeville und ist Teil der Communauté d’agglomération de la Baie de Somme und des Kantons Gamaches.

## Geographie
In der am Südufer der Somme gelegenen und vom Bach Rivière de Bellifontaine sowie der dem Tal der Somme folgenden Bahnstrecke durchzogenen Gemeinde liegt auch das Schloss La Renardière auf der Höhe im Wald Bois d’Érondelle.
Das Gemeindegebiet liegt im Regionalen Naturpark Baie de Somme Picardie Maritime.

## Geschichte
Die Gemeinde war bis 1875 ein Teil der Nachbargemeinde Bailleul.
| 1962 | 1968 | 1975 | 1982 | 1990 | 1999 | 2006 | 2018 |
| ---- | ---- | ---- | ---- | ---- | ---- | ---- | ---- |
| 319  | 321  | 362  | 412  | 424  | 434  | 496  | 509  |

## Sehenswürdigkeiten
- seit 1862 als Monument historique klassifiziertes, auf die Nachbargemeinde Liercourt übergreifende gallische Oppidum oder Römerlager Camp de César, dessen Reste sich 11 m über das Niveau erheben und das von einem 22,5 m breiten Graben eingefasst ist, mit einer Fläche von 32 ha (Base Mérimée PA00116144)[1]
- Garten des Manoir de la Renardière aus dem Jahr 1840, vorläufig als Monument historique inventarisiert (Base Mérimée IA80000429)[2]
- Kirche Saint-Martin